# Dark Horse (песма Кејти Пери)
Dark Horse је песма америчке певачице Кејти Пери и репера Ђуси Џеја. Објављена је 17. септембра 2013. путем Capitol Records-а као први промотивни сингл са Кејтиног четвртог студијског албума, Prism (2013). Три месеца касније, 17. децембра објављен је званично као трећи сингл. Оба уметника и Сара Хадсон написали су песму заједно са њеним музичким продуцентима Максом Мартином, Cirkut-ом и Др Луком. Песму су осмислиле Пери и Хадсонова током њиховог боравка у Санта Барбари у Калифорнији, а Ђуси Џеј је касније ангажован за стих песме.
Жанр песме је конбинован поп, треп, хип хоп и електропоп, уз додатни „јужни реп-техно мешап”. Извођење је уз минималну продукцију описано као „привлачно” и „зрело” у Кејтиним деловима, док се Ђуси Џеј појављује у уводу песме и „реперском мосту”. Пери је у интервјуима рекла да је желела да песма буде „чаробна — налик на црну магију”, те да ју је написала из перспективе вештице која упозорава мушкарца да се не заљубљује у њу јер ће га у том случају зачарати. Песма је била део онлајн такмичења које је спонзорисао Пепси, где су фанови путем Твитера могли гласати о томе да ли би више волели да Dark Horse или Walking on Air буду објављени као први промотивни сингл албума Prism.
Dark Horse је био комерцијално успешан, достижући прво место на рекордним листама у Канади, Холандији и Сједињеним Америчким Државама. Такође је достигао међу 10 најбољих песама у скоро 20 земаља, укључујући Нови Зеланд, Уједињено Краљевство, Шведску и Венецуелу, где се боље пласирао, као и дигиталну табелу песама уз магазин Билборд, који је Dark Horse описао као треп изведбу која је „зацементирана у табели”. Пери је песму први пут уживо извела на музичком фестивалу IHeartRadio у Лас Вегасу, 20. септембра 2013. године. Први велики телевизијски наступ ове песме био је на 56. додели награде Греми, 26. јануара 2014, где је номинована за „најбољи наступ дуета/групе”. Dark Horse је продат у приближно 13,2 милиона примерака, због чега је постао друга најпродаванија песма у свету 2014. године. према подацима из 2019, ово је једна од дигитално најпродаванијих песама у историји.
Године 2014, репер Флејм поднео је тужбу против Пери и других текстописаца због кршења ауторских права, тврдећи да је Dark Horse копија његове песме Joyful Noise из 2008. Савезна порота је 29. јула 2019. године донела пресуду у корист Флејма. Пери и њеним сарадницима је наложено да плате 2,78 милиона долара одштете. Од тога, она је морала да плати 550.000 долара.

## Историја издавања
| Земља   | Датум               | Формат                 | Дискографска кућа | Реф.   |
| ------- | ------------------- | ---------------------- | ----------------- | ------ |
| Свет    | 17. септембар 2013. | дигитално преузимање   | Capitol           | [ 5 ]  |
| САД     | 17. децембар 2013.  | савремени хит радио    | Capitol           | [ 6 ]  |
| САД     | 17. децембар 2013.  | ритмик радио           | Capitol           | [ 7 ]  |
| Италија | 14. фебруар 2014.   | савремени хит радио    | Universal         | [ 8 ]  |
| Немачка | 28. фебруар 2014.   | CD сингл               | Capitol           | [ 9 ]  |
| САД     | 11. март 2014       | урбани савремени радио | Capitol           | [ 10 ] |